# Yamaha EW
Yamaha EW-serien (Electric Widtrack) introducerades 1972 och var smått revolutionerande i snöskotervärlden. Man hade frångått variatordriften och introducerade hydrauliska konvertrar, i alla fall i EW643:an. EW-serien var någon form av premium snöskoter en föregångare till dagens tourningsnöskotrar. EW433 och SW433 var i samma snöskoter förutom elstart, elektriska handtagsvärmare och andra lyxartiklar (noteras bör att SW gick att få med alla tillbehör som EW:n). Så i EW433 så var inte mycket nytt förutom lyx.
Däremot kom EW643 med en 50 hk stark motor och men hydraulisk konverter liknande den som moderna ATV:s har. 

## EW-serien år från år
1972 EW433B introduceras. Snöskotern är identisk med SW433B förutom att EW:n har elektrisk start. Motorn är en 433 cm3 tvåcylindrig fläktyld tvåtaktare på 30 hk. Här går uppgifterna isär. Yamaha Part Directory hävdar att det finns en EW643 detta år, medan broschyrer från samma år inte presenterar någon sådan maskin.
1973 EW643B introducerar något som Yamaha kallar Fluid Drive och är en ersättare för variomaticdriften. I princip är det en hydraulisk konverter. EW643B utvecklar 42 hk. EW433C, som modellen heter för året, har samma motor som året innan, och utvecklar Detta är sista året EW-serien saluförs.